# Зай (буква)

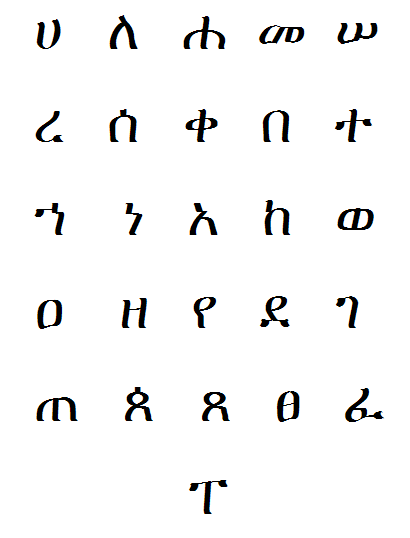

Зай, зэй (амх. ዘይ) — буква эфиопского алфавита геэз. В амхарском обозначает /z/. В гематрии соответствует числу «7». Число «семь» в традиционной эфиопской записи передаётся слогом «ги» — ፯. Эфиопский слог «ги» графически является омоглифом коптской буквы «зета».
| U7 |

| U7 |

- ዘ  — зай геэз зэ
- ዙ  — зай каэб зу
- ዚ  — зай салис зи
- ዛ  — зай рабы за
- ዜ  — зай хамыс зе
- ዝ  — зай садыс зы (з)
- ዞ  — зай сабы зо